# ريكس أوستن
ريكس أوستن (بالإنجليزية: Rex Austin)‏ هو سياسي نيوزلندي، ولد في 23 مايو 1931 في نيوزيلندا. حزبياً، نشط في الحزب الوطني في نيوزيلندا. وقد انتخب عضو مجلس النواب النيوزيلندي.